# Zen Arcade
Zen Arcade är det andra studioalbumet av den amerikanska musikgruppen Hüsker Dü. Det lanserade som dubbel-LP 1984 på SST Records. Albumet följer en ung man som lämnar sin dåliga tillvaro hemma, bara för att senare upptäcka att världen utanför är ännu värre. Han rekryteras bland annat till militären, kommer i kontakt med religion och träffar en flickvän som han sedan förlorar.
Albumet hamnade på plats 8 i The Village Voices Pazz & Jop-lista 1984. Även om albumet blev en kritikerframgång och har ansetts inflytelserikt sålde det inte i stora upplagor och tog sig inte in på Billboardlistan.

## Låtlista
(kompositör inom parentes)
1. "Something I Learned Today" (Bob Mould) - 1:58
2. "Broken Home, Broken Heart" (Mould) - 2:01
3. "Never Talking to You Again" (Grant Hart) - 1:39
4. "Chartered Trips" (Mould) - 3:33
5. "Dreams Reoccurring" (Hüsker Dü) - 1:40
6. "Indecision Time" (Mould) - 2:07
7. "Hare Krsna" (Hüsker Dü) - 3:33
8. "Beyond the Threshold" (Mould) - 1:35
9. "Pride" (Mould) - 1:45
10. "I'll Never Forget You" (Mould) - 2:06
11. "The Biggest Lie" (Mould) - 1:58
12. "What's Going On" (Hart) - 4:23
13. "Masochism World" (Hart/Mould) - 2:43
14. "Standing by the Sea" (Hart) - 3:12
15. "Somewhere" (Hart/Mould) - 2:30
16. "One Step at a Time" (Hart/Mould) - 0:45
17. "Pink Turns to Blue" (Hart) - 2:39
18. "Newest Industry" (Mould) - 3:02
19. "Monday Will Never Be the Same" (Mould) - 0:54
20. "Whatever" (Mould) - 3:50
21. "The Tooth Fairy and the Princess" (Mould) - 2:43
22. "Turn on the News" (Hart) - 4:21
23. "Reoccurring Dreams" (Hüsker Dü) - 13:47